# South Waverly
South Waverly és una població dels Estats Units a l'estat de Pennsilvània. Segons el cens del 2000 tenia 987 habitants.

## Demografia
Segons el cens del 2000, South Waverly tenia 987 habitants, 410 habitatges, i 282 famílies. La densitat de població era de 433 habitants/km².
Dels 410 habitatges en un 26,3% hi vivien nens de menys de 18 anys, en un 58,3% hi vivien parelles casades, en un 8,5% dones solteres, i en un 31% no eren unitats familiars. En el 26,1% dels habitatges hi vivien persones soles l'11,2% de les quals corresponia a persones de 65 anys o més que vivien soles. El nombre mitjà de persones vivint en cada habitatge era de 2,41 i el nombre mitjà de persones que vivien en cada família era de 2,9.
Per edats la població es repartia de la següent manera: un 22,9% tenia menys de 18 anys, un 4,6% entre 18 i 24, un 24,2% entre 25 i 44, un 30,9% de 45 a 60 i un 17,4% 65 anys o més.
L'edat mediana era de 44 anys. Per cada 100 dones de 18 o més anys hi havia 90,3 homes.
La renda mediana per habitatge era de 41.375$ i la renda mediana per família de 48.125$. Els homes tenien una renda mediana de 32.875$ mentre que les dones 22.969$. La renda per capita de la població era de 22.608$. Entorn del 6,5% de les famílies i el 9,6% de la població estaven per davall del llindar de pobresa.

## Poblacions més properes
El següent diagrama mostra les poblacions més properes.